# BRF (azienda)
BRF S.A. (acronimo di Brasil Foods) è una azienda brasiliana attiva nel settore della produzione di cibi e bevande.

## Storia
L'azienda nasce nel 2009 dalla fusione della Perdigão e della Sadia. Fino all'aprile 2013 era nota con il nome di BRF – Brasil Foods S.A., il nome è stato deciso contestualmente alla salita alla presidenza di Abílio Diniz.

## Profilo
BRF è la decima più grande azienda alimentare mondiale e la seconda in Brasile, dopo la JBS. L'azienda è presente in 110 paesi e dispone di 60 stabilimenti industriali tra la madrepatria e l'estero. I marchi principali di cui è proprietaria sono Perdigão, Sadia, Batavo, Rezende, Wilson, Doriana, Claybon e Qualy.